# Kulîkî, Lebedîn
Kulîkî (în ucraineană Кулики) este un sat în comuna Kurhan din raionul Lebedîn, regiunea Sumî, Ucraina.

## Demografie
Componența lingvistică a localității Kulîkî
     Ucraineană (92,98%)
     Rusă (7,02%)
Conform recensământului din 2001, majoritatea populației localității Kulîkî era vorbitoare de ucraineană (92,98%), existând în minoritate și vorbitori de rusă (7,02%).